# Клубний чемпіонат світу з футболу 2016 (склади)
У таблиці нижче представлені склади команд-учасниць клубного чемпіонату світу з футболу 2016 року. Кожна команда повинна мати склад з 23-х осіб (три з яких мають бути воротарями) до крайнього терміну, призначеного ФІФА. Заміни через травми дозволено було проводити за 24 години до першого матчу команди.

## «Амеріка»
Тренер:  Рікардо Ла Вольпе
| №  | Поз. | Нац.      | Гравець           |
| -- | ---- | --------- | ----------------- |
| 1  | ВР   | Мексика   | Уго Гонсалес      |
| 2  | ЗХ   | Аргентина | Паоло Гольц       |
| 3  | ЗХ   | Мексика   | Гіль Бурон        |
| 4  | ЗХ   | Мексика   | Ерік Піментель    |
| 5  | ПЗ   | Мексика   | Хав'єр Гуемес     |
| 6  | ЗХ   | Парагвай  | Мігель Самудіо    |
| 7  | ПЗ   | Бразилія  | Вілліам           |
| 9  | НП   | Аргентина | Сільвіо Ромеро    |
| 10 | ПЗ   | Парагвай  | Освальдо Мартінес |
| 11 | ПЗ   | Еквадор   | Мічаель Арройо    |
| 12 | ЗХ   | Парагвай  | Пабло Агілар      |
| 13 | ВР   | Мексика   | Луїс Пінеда       |
| 14 | ПЗ   | Аргентина | Рубенс Самбуеса   |

| №  | Поз. | Нац.     | Гравець              |
| -- | ---- | -------- | -------------------- |
| 15 | ЗХ   | Мексика  | Осмар Марес          |
| 17 | ЗХ   | США      | Вентура Альварадо    |
| 18 | ЗХ   | Парагвай | Бруно Вальдес        |
| 21 | ПЗ   | Мексика  | Хосе Даніель Герреро |
| 23 | ВР   | Мексика  | Мойсес Муньйос       |
| 24 | НП   | Мексика  | Орібе Перальта       |
| 29 | ПЗ   | Мексика  | Карлос Росель        |
| 30 | ПЗ   | Еквадор  | Ренато Ібарра        |
| 31 | НП   | Колумбія | Дарвін Кінтеро       |
| 37 | ЗХ   | Мексика  | Едсон Альварес       |
| 38 | ВР   | Мексика  | Хонатан Леон         |
| 39 | НП   | Мексика  | Абрахам Васкес       |

## «Атлетіко Насьйональ»
«Атлетіко Насьйональ» оголосило склад 1 грудня 2016 року. Згодом Андрес Ібаргуен отримав травму і був замінений у остаточній заявці на Крісітіана Дахоме.
Тренер:  Рейнальдо Руеда
| №  | Поз. | Нац.      | Гравець              |
| -- | ---- | --------- | -------------------- |
| 1  | ВР   | Колумбія  | Крістіан Бонілья     |
| 2  | ЗХ   | Колумбія  | Даніель Боканегра    |
| 3  | ЗХ   | Колумбія  | Феліпе Агілар        |
| 4  | ЗХ   | Панама    | Родерік Міллер       |
| 5  | ЗХ   | Колумбія  | Франсіско Нахера     |
| 6  | ПЗ   | Колумбія  | Матеус Урібе         |
| 7  | НП   | Аргентина | Есек'єль Рескальдані |
| 8  | ПЗ   | Колумбія  | Дієго Аріас          |
| 9  | НП   | Колумбія  | Мігель Борха         |
| 10 | ПЗ   | Колумбія  | Макнеллі Торрес      |
| 12 | ЗХ   | Колумбія  | Алексіс Енрікес      |
| 14 | ПЗ   | Колумбія  | Елькін Бланко        |

| №  | Поз. | Нац.      | Гравець            |
| -- | ---- | --------- | ------------------ |
| 15 | ПЗ   | Колумбія  | Хуан Пабло Н'єто   |
| 16 | НП   | Колумбія  | Крісітіан Дахоме   |
| 18 | ПЗ   | Венесуела | Алехандро Герра    |
| 19 | ЗХ   | Колумбія  | Фарід Діас         |
| 20 | ПЗ   | Колумбія  | Алехандро Бернальl |
| 21 | ПЗ   | Колумбія  | Джон Москера       |
| 23 | ЗХ   | Колумбія  | Едвін Веласко      |
| 25 | ВР   | Колумбія  | Крістіан Варгас    |
| 28 | НП   | Колумбія  | Орландо Берріо     |
| 30 | НП   | Колумбія  | Арлей Родрігес     |
| 34 | ВР   | Аргентина | Франко Армані      |

## «Окленд Сіті»
«Окленд Сіті» оголосив заявку 29 листопада 2016 року.
Тренер:  Рамон Трібульєтч
| №  | Поз. | Нац.          | Гравець          |
| -- | ---- | ------------- | ---------------- |
| 1  | ВР   | Іспанія       | Еньяут Зубікарай |
| 2  | ЗХ   | Нова Зеландія | Харше Раніга     |
| 3  | ЗХ   | Японія        | Такуя Івата      |
| 4  | ЗХ   | Хорватія      | Маріо Білен      |
| 5  | ЗХ   | Іспанія       | Анхель Берланга  |
| 7  | ПЗ   | Нова Зеландія | Рейд Дрейк       |
| 8  | ПЗ   | Іспанія       | Альберт Рієра    |
| 9  | ЗХ   | Англія        | Даррен Вайт      |
| 10 | НП   | Нова Зеландія | Раян де Вріс     |
| 11 | ПЗ   | Мексика       | Фабріціо Тавано  |
| 12 | НП   | Нова Зеландія | Ніколай Беррі    |
| 13 | ЗХ   | Англія        | Альфі Роджерс    |

| №  | Поз. | Нац.               | Гравець          |
| -- | ---- | ------------------ | ---------------- |
| 14 | ПЗ   | Нова Зеландія      | Клейтон Льюїс    |
| 15 | ЗХ   | Нова Зеландія      | Іван Віцеліч     |
| 16 | ЗХ   | Південна Корея     | Кім Де Вук       |
| 17 | НП   | Португалія         | Жоан Морейра     |
| 18 | ВР   | Нова Зеландія      | Деніон Дрейк     |
| 19 | ПЗ   | Соломонові Острови | Міка Леа'алафа   |
| 20 | НП   | Аргентина          | Еміліано Таде    |
| 21 | ЗХ   | Нова Зеландія      | Гаррі Едж        |
| 23 | ЗХ   | Сербія             | Марко Джорджевич |
| 24 | ВР   | Нова Зеландія      | Якоб Спунлі      |
| 29 | ЗХ   | Нова Зеландія      | Шон Купер        |

## «Чонбук Хьонде Моторс»
Тренер:  Чхве Ган Хий
| №  | Поз. | Нац.           | Гравець      |
| -- | ---- | -------------- | ------------ |
| 3  | ЗХ   | Південна Корея | Кім Хьон Іль |
| 4  | ПЗ   | Південна Корея | Шин Хьон Мін |
| 7  | ПЗ   | Південна Корея | Хан Гьо Вон  |
| 8  | ПЗ   | Південна Корея | Чжон Хек     |
| 9  | НП   | Південна Корея | Ли Джон Хо   |
| 10 | ПЗ   | Бразилія       | Леонардо     |
| 13 | ПЗ   | Південна Корея | Кім Бо Гьон  |
| 15 | ЗХ   | Південна Корея | Лім Чен Ин   |
| 17 | ПЗ   | Південна Корея | Лі Дже Сон   |
| 18 | НП   | Південна Корея | Ко Му Йоль   |
| 19 | ЗХ   | Південна Корея | Парк Вон Є   |
| 20 | НП   | Південна Корея | Лі Дон Гук   |

| №  | Поз. | Нац.           | Гравець       |
| -- | ---- | -------------- | ------------- |
| 21 | ВР   | Південна Корея | Хон Джон Нам  |
| 23 | ЗХ   | Південна Корея | Чой Кю Бок    |
| 25 | ЗХ   | Південна Корея | Чой Чул Сун   |
| 27 | ЗХ   | Південна Корея | Кім Чхан Су   |
| 30 | ЗХ   | Південна Корея | Кім Йон Чан   |
| 31 | ВР   | Південна Корея | Кім Те Хо     |
| 33 | ЗХ   | Південна Корея | Лі Хан До     |
| 34 | ПЗ   | Південна Корея | Джанг Юн Хо   |
| 41 | ВР   | Південна Корея | Хван Бьон Гин |
| 81 | НП   | Бразилія       | Еду           |
| 99 | НП   | Південна Корея | Кім Сін Ук    |

## «Касіма Антлерс»
Тренер:  Масатада Ісії
| №  | Поз. | Нац.           | Гравець           |
| -- | ---- | -------------- | ----------------- |
| 1  | ВР   | Японія         | Масатосі Кусібікі |
| 3  | ЗХ   | Японія         | Ген Сьодзі        |
| 6  | ПЗ   | Японія         | Рьота Нагакі      |
| 8  | ПЗ   | Японія         | Сома Дої          |
| 10 | ПЗ   | Японія         | Сібасакі Гаку     |
| 11 | ПЗ   | Бразилія       | Фабрісіо          |
| 13 | ПЗ   | Японія         | Атсутака Накамура |
| 14 | ЗХ   | Південна Корея | Хван Сок Хо       |
| 16 | ЗХ   | Японія         | Суто Ямамото      |
| 17 | ЗХ   | Бразилія       | Буено             |
| 18 | НП   | Японія         | Сухеї Акасакі     |
| 20 | ПЗ   | Японія         | Кенто Місао       |

| №  | Поз. | Нац.   | Гравець           |
| -- | ---- | ------ | ----------------- |
| 21 | ВР   | Японія | Согахата Хітосі   |
| 22 | ЗХ   | Японія | Дайго Нісі        |
| 23 | ЗХ   | Японія | Наоміті Уеда      |
| 24 | ЗХ   | Японія | Юкітосі Іто       |
| 25 | ПЗ   | Японія | Ясусі Ендо        |
| 29 | ВР   | Японія | Сінітіро Кавамата |
| 32 | ПЗ   | Японія | Таро Сугімото     |
| 33 | ПЗ   | Японія | Му Канадзакі      |
| 34 | НП   | Японія | Юма Судзукі       |
| 35 | ПЗ   | Японія | Таїкі Хірато      |
| 40 | ПЗ   | Японія | Міцуо Огасавара   |

## «Мамелоді Саундаунз»
Тренер:  Пітсо Мотсімане
| №  | Поз. | Нац.     | Гравець           |
| -- | ---- | -------- | ----------------- |
| 1  | ВР   | Замбія   | Кеннеді Мвеене    |
| 2  | ЗХ   | ПАР      | Табо Нтете        |
| 4  | ЗХ   | ПАР      | Тебого Лангерман  |
| 5  | ПЗ   | ПАР      | Асавела Мбекіле   |
| 6  | ЗХ   | ПАР      | Вейн Арендсе      |
| 7  | ПЗ   | ПАР      | Кіган Доллі       |
| 8  | ПЗ   | ПАР      | Хломпо Кекана     |
| 10 | ПЗ   | ПАР      | Теко Модісе       |
| 11 | ПЗ   | ПАР      | Сібусісо Вілаказі |
| 13 | ПЗ   | ПАР      | Тіяне Мабунда     |
| 15 | ПЗ   | ПАР      | Лакі Могомі       |
| 16 | ПЗ   | Бразилія | Рікардо Насіненто |

| №  | Поз. | Нац.        | Гравець         |
| -- | ---- | ----------- | --------------- |
| 18 | ПЗ   | ПАР         | Темба Зване     |
| 19 | ПЗ   | ПАР         | Мзікаїсе Машаба |
| 21 | ЗХ   | ПАР         | Сіянда Зване    |
| 22 | ПЗ   | ПАР         | Персі Тау       |
| 25 | НП   | Колумбія    | Леонардо Кастро |
| 27 | ПЗ   | ПАР         | Тапело Морена   |
| 28 | ПЗ   | Ліберія     | Ентоні Лаффор   |
| 29 | ЗХ   | Кот-д'Івуар | Сумаоро Бангалі |
| 33 | ПЗ   | Зімбабве    | Хама Білліат    |
| 36 | ВР   | Уганда      | Деніс Оньянго   |
| 40 | ВР   | ПАР         | Вейн Сенділендс |

## «Реал Мадрид»
Тренер:  Зінедін Зідан
| №  | Поз. | Нац.       | Гравець           |
| -- | ---- | ---------- | ----------------- |
| 1  | ВР   | Коста-Рика | Кейлор Навас      |
| 2  | ЗХ   | Іспанія    | Дані Карвахаль    |
| 3  | ЗХ   | Португалія | Пепе              |
| 4  | ЗХ   | Іспанія    | Серхіо Рамос      |
| 5  | ЗХ   | Франція    | Рафаель Варан     |
| 6  | ЗХ   | Іспанія    | Начо              |
| 7  | НП   | Португалія | Кріштіану Роналду |
| 8  | ПЗ   | Німеччина  | Тоні Кроос        |
| 9  | НП   | Франція    | Карім Бензема     |
| 10 | ПЗ   | Колумбія   | Хамес Родрігес    |
| 12 | ЗХ   | Бразилія   | Марсело           |
| 13 | ВР   | Іспанія    | Кіко Касілья      |

| №  | Поз. | Нац.                     | Гравець        |
| -- | ---- | ------------------------ | -------------- |
| 14 | ПЗ   | Бразилія                 | Каземіро       |
| 15 | ЗХ   | Португалія               | Фабіу Коентрау |
| 16 | ПЗ   | Хорватія                 | Матео Ковачич  |
| 17 | НП   | Іспанія                  | Лукас Васкес   |
| 18 | НП   | Домініканська Республіка | Маріано        |
| 19 | ПЗ   | Хорватія                 | Лука Модрич    |
| 20 | ПЗ   | Іспанія                  | Марко Асенсіо  |
| 21 | НП   | Іспанія                  | Альваро Мората |
| 22 | ПЗ   | Іспанія                  | Іско           |
| 23 | ЗХ   | Бразилія                 | Даніло         |
| 25 | ВР   | Іспанія                  | Рубен Яньєс    |